# Угне Лаздаускайте
Угне Лаздаускайте (лит. Ugnė Lazdauskaitė; нар. 9 жовтня 2002) — литовська футболістка, півзахисниця італійської «Рома» та національної збірної Литви.

## Клубна кар'єра

### «Вільнюс ФМ ДжЛ-Старз»
Професіональну футбольну кар'єру розпочала в клубі «Вільнюс ФМ ДжЛ-Старз». У 2015 році зіграла 3 матчі в А-Лізі.

### МФА «Жальгіріс»
З 2016 року виступала за МФА «Жальгіріс», у футболці якої двічі ставала віце-чемпіонкою Литви.
У 2020 та 2021 роках відзначилася 56-ма м'ячами у жіночому чемпіонаті Литви.
Після успішного сезону 2021 року отримала пропозиції від закордонних клубів.

### «Рома»
1 лютого 2022 року стала гравчинею «Роми».

## Кар'єра в збірній
Представляла Литву на дівочому чемпіонаті Литви (WU-17) 2018 року. За національну збірну Литви дебютувала 4 серпня 2016 року в поєдинку кубку Балтії проти Латвії. У складі збірної Литви виступала в кваліфікації чемпіонату Європи 2022 року. Відзначилася пергим голом за національну команду 7 квітня 2021 року у воротах Йорданії на Міжнародному товариському турнірі Вірменії 2021 року.

### Забиті м'ячі
| #  | Дата           | Місце  | Суперник          | Рахунок | Результат | Турнір           |
| -- | -------------- | ------ | ----------------- | ------- | --------- | ---------------- |
| 1. | 7 квітня 2021  | Єреван | Йорданія          | 1–0     | 1–0       | Товариський матч |
| 2. | 10 квітня 2021 | Єреван | Ліван             | 5–1     | 7–1       | Товариський матч |
| 3. | 13 червня 2021 | Алітус | Фарерські острови | 2–0     | 2–0       | Кубок Латвії     |

## Досягнення
МФА «Жальгіріс» (Вільнюс)
- А-Ліга
  -  Срібний призер (2): 2020, 2021